# Bond (musikgrupp)
För andra betydelser, se Bond
Bond är en brittisk-australisk stråkkvartett med en repertoar bestående av huvudsakligen klassisk musik, folkmusik och populärmusik arrangerad för stråkkvatrett och stödjande instrument. Den klassiska musiken är i allmänhet omarrangerad med influenser av bland annat hiphopmusik. De spelar inte på klassiska stråkinstrument utan elektroniskt förstärkta varianter, vilket ger en särskilt ljudklang.
Bond skriver gärna ut sitt namn med gemen första bokstav för att inte inkräkta på namnrättigheterna till 007:s Bond. 2000 debuterade bond med sitt första album Born och på scen i Royal Albert Hall. De har uppmärksammats inte bara för sin musik utan även för utmanande skivomslag.

## Gruppmedlemmar
Nuvarande medlemmar
- Eos Counsell (född 27 januari 1976 i Cardiff, Wales) – violin (2000–)
- Tania Davis (född 4 juli 1975 i Sydney, Australien) – viola (2000–2007), violin (2007–)
- Gay-Yee Westerhoff (född 14 juni 1973 i Kingston upon Hull, England) – cello (2000–)
- Elspeth Hanson (född juni 1985 i Upper Basildon, England) – viola (2007–) (ersatte Haylie Ecker)

Tidigare medlemmar
- Haylie Ecker (född 9 oktober 1975 i Perth, Australien) – violin (2000–2007) (slutade på grund av graviditet)

## Diskografi

### Studioalbum
- Born (2000)
- Shine (2002)
- Classified (2004)
- Play (2011)

### Samlingsalbum
- Bond (2001)
- Remixed (2003)
- Explosive: The Best Of Bond (2005)

## Filmmusik
- Johnny English

## Filmografi
- xXx 2 - The Next Level (2005)